# David B. Audretsch
David Bruce Audretsch (sinh ngày 15 tháng 11 năm 1954) là một nhà kinh tế học người Hoa Kỳ, nổi tiếng về những nghiên cứu về sự liên quan giữa sáng tạo, tinh thần doanh nhân, phát triển kinh tế, chính trị và khả năng cạnh tranh quốc tế. Nghiên cứu chính của ông là, làm sao dùng kiến thức vào việc phát triển kinh tế. Ngoài ra ông còn tìm hiểu, ảnh hưởng của việc thành lập các công ty mới tới sự phát triển của khu vực và ngược lại một khu vực có ảnh hưởng gì đến sự sáng tạo.

## Tiểu sử
Ông nhận bằng cử nhân tại Đại học Drew năm 1976, bằng thạc sĩ về kinh tế học năm 1979 và sau đó là bằng tiến sĩ năm 1980 tại trường Đại học Wisconsin-Madison. Ông làm việc tại Trung tâm khoa học Berlin về nghiên cứu xã hội từ năm 1984 đến năm 1997. Từ năm 1989 đến 1991 ông làm quyền viện trưởng của viện nghiên cứu này. Năm 2008 ông được trao bằng tiến sĩ danh dự của trường Đại học Augsburg.
Từ năm 2003 tới năm 2009 ông làm giám đốc của viện kinh tế Max Planck ở Jena, Đức cũng như trưởng bộ phận nghiên cứu tinh thần doanh nhân, tăng trưởng và chính sách công. Ông cũng đang là giảng viên Ameritech môn phát triển kinh tế tại Khoa Công cộng và Môi trường của Đại học Indiana và là viện trưởng Viện Chiến lược phát triển cũng của đại học này, đồng thời là một nghiên cứu viên của Trung tâm Nghiên cứu Chính sách Kinh tế ở London. Ông là đồng sáng lập và đồng tổng biên tập của tạp chí Small Business Economics - một tạp chí học thuật về tinh thần doanh nghiệp và doanh nghiệp nhỏ.

## Nghiên cứu
Ngay từ giữa thập niên 1980, Audretsch đã bắt đầu nghiên cứu về sự hình thành sự sáng tạo trong các công ty lớn. Trong thời kỳ đó, người ta cho là sức mạnh kinh tế chủ yếu là từ việc sản xuất hàng loạt tại các công ty lớn. Tuy nhiên, ông nhận thấy dần dần các hãng nhỏ đóng một vai trò quan trọng nhất là trong công nghệ High-Tech, góp phần lớn trong các sáng tạo. Cái gọi là "managed economy" (kinh tế quản lý) đã bị thay thế bởi "Entrepreneurship economy" (kinh tế doanh nhân). Trong cuốn sách "Innovation and Industry Evolution" (Sáng tạo và sự tiến hóa công nghệ) xuất bản 1995, Audretsch cho là, mô hình kinh tế kế hoạch chỉ thất bại kể từ thời kỳ kỹ thuật thông tin và Tin học phát triển. Nền kỹ nghệ mới này không thích hợp với chế độ Cộng sản. Nó cho phép sự phân quyền (địa phương hóa) ngành kinh tế ở phương Tây dẫn tới sự sản xuất có hiệu quả.
Audretsch nhận ra là các công ty nhỏ mặt dù nhận được ít kiến thức và tiền bạc để nghiên cứu và phát triển hơn các hãng lớn, nhưng lại nhận được kiến thức lan tỏa (xem lan tỏa kiến thức và hiệu ứng lan tỏa) từ các cơ quan nghiên cứu hay các cơ quan giáo dục công cộng. Họ cũng nhận được kiến thức phát xuất từ các hãng lớn nhưng các hãng này không nhận ra và dùng được nó. Các nhân viên vì đó rời khỏi hãng và lập hãng riêng cho mình.
Ngoài ra ông còn nghiên cứu về ảnh hưởng của kiến thức đối với sự phát triển kinh tế và sự liên hệ giữa sự lan tỏa và việc các viện nghiên cứu và các công ty tọa lạc gần nhau. Ông nhận thấy là các vùng đầu tư nhiều nhất về kiến thức cũng sinh ra nhiều sáng kiến nhất. Sự gần gũi nguồn kiến thức như vậy là yếu tố quan trọng. Ngoài ra hiệu ứng lan tỏa xảy ra mạnh hơn trong lãnh vực khoa học xã hội hơn là khoa học thiên nhiên, vì nhóm sau tổ chức có quy định chặt chẽ hơn. Một việc quan trọng để các công ty tới hoạt động là việc có thể tìm được những người có khả năng thích hợp, xuất thân từ các đại học, hay các viện nghiên cứu. Bởi vậy nơi càng có nhiều sinh viên ra trường, chỗ đó càng lôi cuốn các công ty.